# Jean Sibelius
Johan Julius Christian „Jean“ Sibelius (8. prosince 1865 Hämeenlinna – 20. září 1957 Järvenpää) byl finský hudební skladatel.

## Život

### Dětství a raná léta

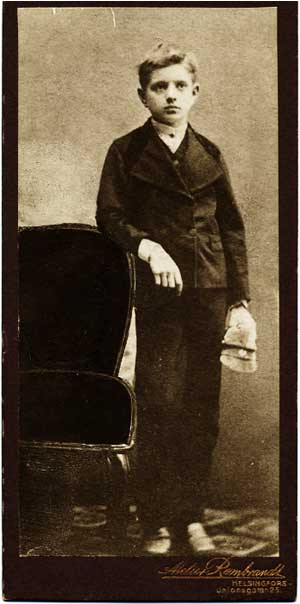
Sibelius ve školních letech

Sibelius, syn vesnického lékaře, byl pokřtěn jako Johan Julius Christian a později přijal francouzsky znějící jméno Jean. Žádné z těchto jmen není finské a jeho rodina ve skutečnosti hovořila švédsky a teprve v dospělosti se Sibelius naučil mluvit plynně finsky. Sibelius byl vychováván svou matkou a babičkou, jelikož jeho otec zemřel, když byly Jeanovi pouhé dva roky. V devíti letech se naučil hrát na klavír a o pět let později (1881) začal s vážným studiem hry na housle. V deseti letech se také pokusil o komponování skladbou Vodní kapky a v téže době začal hrát se svou sestrou (hráčka na klavír), a s bratrem (hráč na violoncello) tria, která rovněž skládal.
Ačkoli byl jako chlapec snílek, byl velice inteligentní a rodina mu předurčila dráhu právníka. Práva Sibelius studoval na univerzitě v Helsinkách pouhý rok (1885), ale zároveň navštěvoval hodiny hry na housle a hudební teorie na tamní konzervatoři. Brzy se však ukázalo, že Sibeliova touha stát se hudebníkem byla tak silná, že mu nakonec rodina povolila stát se žákem Martina Wegelia (1846 – 1906), ředitele konzervatoře a učitele hudby.
Sibelius stále doufal, že se stane houslovým virtuosem, hrajícím na koncertech komorní hudbu. Brzy si ale uvědomil, že začal příliš pozdě na to, aby svého cíle dosáhl, ačkoliv až v roce 1891 se pokusil získat místo ve Vídeňském filharmonickém orchestru.
Tímto komponování nahradilo hru na housle. Když v roce 1889 konzervatoř ukončil, odešel studovat do zahraničí, nejprve do Berlína a později do Vídně, kde se stal žákem Karla Goldmarka a Roberta Fuchse (měl doporučující dopis i pro Brahmse, ten se s ním ale odmítl setkat).

### Vrcholná léta
Sibelius již znal a miloval finskou národní epickou báseň Kalevala. Když slyšel symfonii Aino, inspirovanou tímto literárním útvarem (od staršího krajana Roberta Kajanuse (1856 – 1933)), rozhodl se, že i on napíše velkou orchestrální skladbu na toto téma. Tímto vznikla symfonická báseň pro sbor a orchestr Kullervo, která přitom byla pětivětou symfonií trvající osmdesát minut.

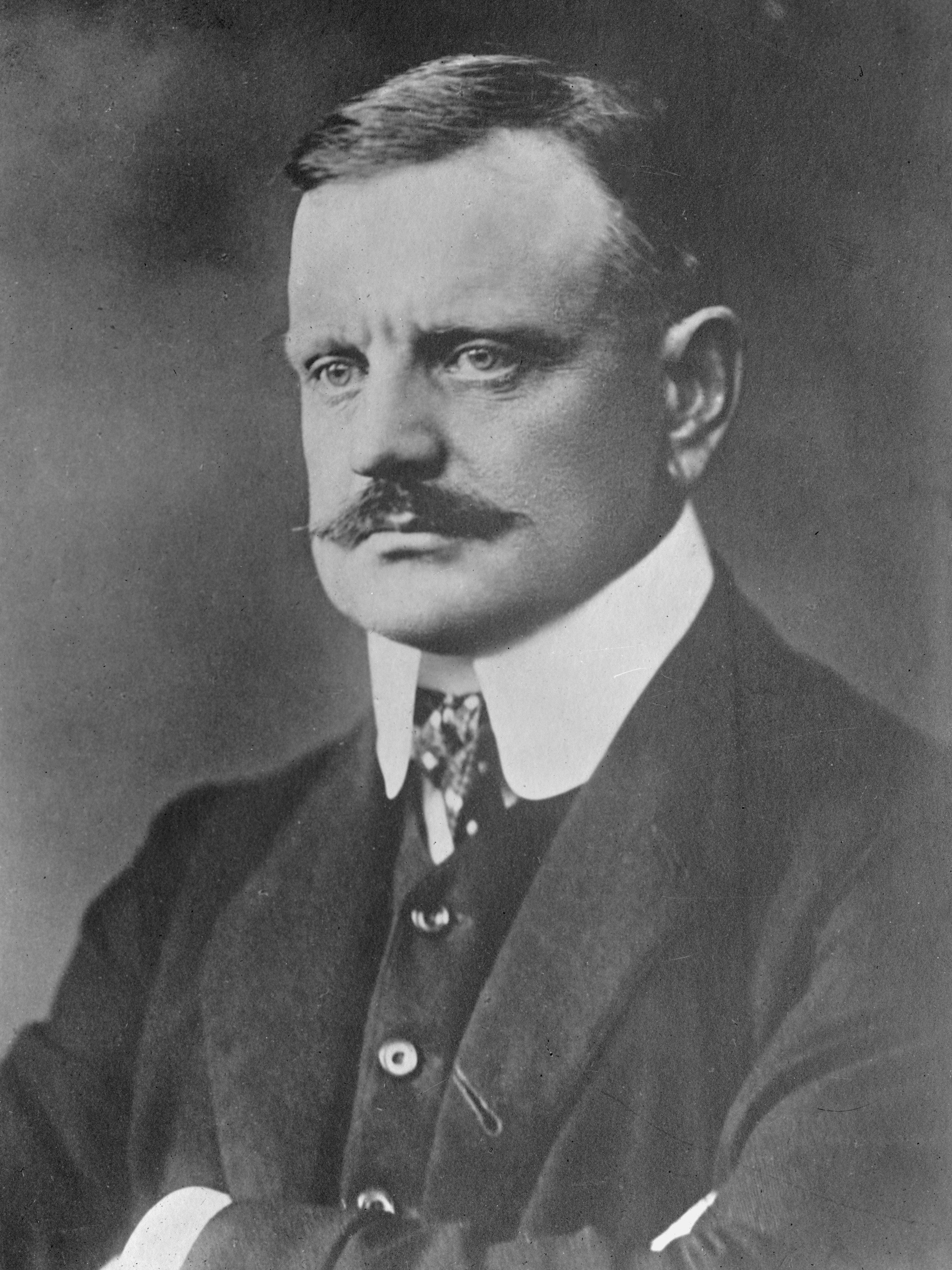
Sibelius v roce 1913

Kullervo byla okamžitě uznána za mezník finské národní kultury. V době ruské nadvlády nad Finskem se Sibelius sblížil s nacionalistickým hnutím (projevem toho je sňatek s Ainou Järnefeltovou-dcerou finsky hovořící nacionalistické rodiny). Od této chvíle byl považován (a pravděpodobně i sám sebe považoval) za hudebníka a skladatele bojujícího za práva lidu. Nadále čerpal inspiraci z finské legendy při psaní svého rozsáhlého cyklu orchestrálních skladeb od symfonické básně En Saga (1892) po skladbu Tapiola (1926).
Sibelius se stal brzy významným a váženým hudebním skladatelem ve Finsku i v cizině. Jeho postavení ještě stvrdila vládní dotace, která činila nejprve 3 000 a poté 5 000 finských marek. Tato částka ho nevyvedla z finanční nouze a následujících dvacet let se často ocital v dluzích (částečně díky své zálibě žít na vysoké noze a cestovat do zahraničí). S cílem si přilepšit, nastoupil Sibelius v roce 1892 na helsinskou konzervatoř učit skladbu; zde vydržel do roku 1901. V roce 1897 se také ucházel o místo ředitele Hudební školy helsinské univerzity, ale přednost dostal jeho přítel Kajanus, jenž byl propagátorem a dirigentem jeho skladeb.
Od mládí byl Sibelius silným alkoholikem a kuřákem a v roce 1908 mu objevili rakovinu hrtanu. Musel podstoupit dvě operace a zbavit se svých zlozvyků. Žil ale ještě další půlstoletí a jeho proslulost byla rozšířena po celém světě. Často cestoval do zahraničí, aby řídil provedení svých skladeb, a v roce 1914 získal čestný doktorát na Yaleově univerzitě. Několikrát navštívil Británii, kde byl vždy vřele vítán.

### Pozdní léta
Po dokončení své sedmé symfonie a symfonické básně Tapiola odešel Sibelius na odpočinek (ačkoliv pracoval na osmé symfonii, žádná partitura se nedochovala). Nikdo přesně neví proč, ale patrně byl brzděn vrozenou skepsí k vlastnímu nadání. K šedesátým narozeninám dostal darem 150 000 marek a zvýšenou penzi. Od roku 1904 žil se svou ženou v ústraní na venkově.
I přesto zůstal světově proslulým skladatelem, jehož při příležitosti pětaosmdesátých narozenin navštívil finský prezident, a k devadesátinám dostal od Winstona Churchilla doutníky. Stále se zajímal o hudbu, rád ji poslouchal; měl rád Bartóka a ve čtyřicátých letech pochvalně hovořil o Brittenově opeře Peter Grimes.
Jean Sibelius zemřel 20. září 1957 v Järvenpää ve Finsku na následky mrtvice. Je pohřben u svého domu, kde prožíval pozdější léta svého života v Järvenpää u Helsinek.

### Soukromý život

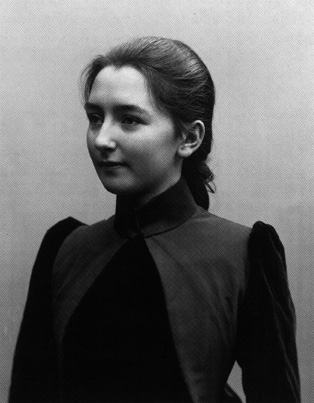
Aino Sibelius (rozená Järnefelt) – žena Jeana Sibelia v roce 1888

Sibelius byl jednou ženatý s Aino Järnefelt, kterou si vzal 10. června 1892. Měli spolu šest dcer:
- Eva,
- Ruth,
- Kirtsti-Maria (zemřela ve věku 1 roku na břišní tyfus),
- Katarina,
- Margareta,
- Heidi.

Byl své manželce nevěrný – před zasnoubením i během manželství.[zdroj⁠?!]
Sibelius byl urostlý muž, který vzbuzoval respekt. Byl to člověk, který si potrpěl na oblečení, věděl, co v různých situacích dělat, a měl dobré způsoby. Pod suverénním vystupováním se však skrývala zranitelná osobnost. Už jako dítě byl ve škole nepozorný a nevyrovnaný, což mu zůstalo až do dospělosti. Střídaly se u něho šťastné fáze života a fáze depresí. Už při jeho zahraničních studiích se naplno projevila jeho zvláštní povaha. Na denním pořádku byly divoké večírky a radovánky. Jako vzpomínka na studentské časy mu zůstala velká závislost na alkoholu. V závěru života si Sibelius potrpěl na kvalitní věci, drahé obleky a ručně vyráběné předměty. Před depresemi utíkal většinou do přírody, kterou velmi miloval a která mu pomáhala zapomenout na jeho strasti. Jako skladatel byl Sibelius velice sebekritický, při skládání často zažíval tvořivá muka a několikrát svá díla dokonce spálil, mezi nimi i osmou symfonii.

## Dílo
Ačkoliv Sibelius skládal v několika hudebních formách od klavírních skladeb po opery (raná jednoaktovka se nazývala Panna ve věži), za svou slávu vděčí svým orchestrálním skladbám, které lze rozdělit do dvou kategorií: symfonické básně a sedm symfonií, jež tvoří pilíře hudebního odkazu dvacátého století. Vznesl do symfonické hudby nové způsoby myšlení, v nichž byla zralá témata klasických dob, která ještě sloužila Brahmsovi a Brucknerovi, nahrazena stručnějšími motivy, které se mohly tvořit a přetvářet, shlukovat nebo dělit a přesto dohromady tvořit silnou živoucí hudební strukturu.
Sibeliovo dílo je rozsáhlé – čítá až 250 opusů, mezi něž patří 7 symfonií, houslový koncert, písně, klavírní skladby, a je autorem hudby ke značnému množství činoherních představení (např. Jedermann, Kuolema). Je autorem i jediného baletu Scaramouche, který měl premiéru 12. 5. 1922 Královským dánským baletem v Kodani.  Skládal také hudbu pro rituály svobodných zednářů, jichž byl sám členem.

### Symfonické básně
- En Saga (Pověst), 1892
- Labuť z Tuonely, 1893
- Kalevala, Finlandia, 1899
- Dcera Pohjoly, 1906
- Noční jízda a východ slunce, 1909
- Dryády, 1909
- Bard, 1909
- Oceanidy, 1914
- Tapiola, 1925

### Další dílo
- Karelia, 1893 orchestrální suita
- Jungfrun i tornet (Panna ve věži) 1896